# Beth Brant
Beth Brant, también conocida como Degonwadonti (Melvindale, Míchigan, 1941-Detroit, 6 de agosto de 2015) fue una escritora, profesora y militante lesbiana de origen mohawk e irlandés. Lectora en las Universidades de Columbia y Toronto, escribió las poesías Mohawk trail (1985), las narraciones Food and Spirits (1991), Writing as Witness: Essay and Talk (1994) contra el racismo, y editó I'll Sing Til the Day I Die: Conversations with Tyendinaga Elders (1995).

## Biografía
Beth Brant era hija de madre blanca de origen irlandés y padre mohawk. Se crio con la familia de su padre en Ontario, Canadá. Ya desde su infancia tuvo experiencias con el racismo debido a que la familia de su madre se negaba a admitir cualquier vínculo con los nativos. La mayor parte de su vida residió en la región fronteriza de Ontario y Míchigan. 
Se casó con 17 años y dio a luz a tres hijas. Tras divorciarse de un marido violento y alcohólico, consiguió un trabajo que le permitía mantener a su familia. No terminó sus estudios. Con 33 años reconoció su homosexualidad. En 1981 comenzó a escribir y publicar antologías de literatura sobre nativos. Entre 1989 y 1990 dio clases en la Universidad de Columbia y en 1993 en la Universidad de Toronto. Residía en Detroit y trabajaba como profesora temporal de escritura creativa. 
Beth Brant se describe como una buena madre lesbiana, Tauro, marginada de la sociedad y una mujer perteneciente a la clase obrera.
En 1984 y 1986 fue premiada con el Creative Writing Award. En 1991 recibió el National Endowment for the Arts y en 1992 el Canada Council Award en escritura creativa.

## Obras
En sus narrativas, ella trata temas que unen su nacionalidad y su homosexualidad como sus experiencias con el racismo y el sexismo. 
- Mohawk Trail, 1985
- A Gathering of Spirit, antología sobre las mujeres indias de Norteamérica, 1988
- Food & Spirits, narrativas, 1991
- Writing as Witness, Ensayo, 1994
- I'll Sing `til the Day I Die, habla con presbiterianos de Tyendinaga, 1995